# Fan Darya
Il Fan Darya è un affluente di sinistra dello Zeravshan che scorre attraverso la provincia di Sughd, nel nord del Tagikistan.
Il Fan Darya ha origine nei pressi dell'insediamento Zeravshan-2 alla confluenza tra i fiumi Iskander Darya (proveniente da sinistra) e Yaghnob (proveniente da destra). Il ramo sorgentifero Iskander Darya proviene direttamente dal lago Iskanderkul. Il Fan Darya attraversa i monti Zeravshan in una stretta gola nella parte settentrionale della catena. In questo tratto il fiume presenta numerose rapide. Infine il fiume, ad ovest del villaggio di Ayni, confluisce nello Zeravshan.
Il Fan Darya ha una lunghezza di 24 km. Compreso il ramo sorgentifero Yaghnob, tuttavia, raggiunge una lunghezza totale di 140 km. Il bacino idrografico copre una superficie di 3230 km². Il fiume è alimentato dallo scioglimento delle nevi e dall'acqua di fusione dei ghiacciai. Il periodo della piena si ha tra maggio e inizio settembre. La portata media è di 62,6 m³/s.
L'autostrada tra Dushanbe e Tashkent corre lungo il fiume.